# Escuadrón I C-130
El Escuadrón I C-130 es una unidad de la Fuerza Aérea Argentina.

## Equipamiento
La dotación del Escuadrón I se constituye por cuatro aviones C-130H Hercules, dos KC-130H Hercules y un L-100-30 Hercules.
De los 7 Hércules en total, 5 ya se encuentran modernizados (TC-61, TC-64, TC-66, TC-69, TC-70) y (TC-100 modernización de cabina en pausa, se implementara primero en el TC-60 recientemente adquirido), El TC-68 se evaluará la posibilidad de recuperar.
- C-130H TC-60 "Pioneros de la Aviación Militar" [4]

- C-130H TC-61 "BAM Cóndor"

- C-130H TC-64 "Estrecho San Carlos"

- C-130H TC-66 "Polo Sur"

- KC-130 TC-69 "Puerto Argentino"

- KC-130 TC-70 "BAM Malvinas"

- L-100-30 TC-100 (en proceso de modernización) septiembre 2022

## Historia

### Operativo Independencia
El Escuadrón I cumplió requerimientos de transporte del Ejército Argentino en el Operativo Independencia —intervención militar contrainsurgencia en la provincia de Tucumán— realizado en 1975.
El 28 de agosto de 1975 el C-130E TC-62 fue destruido por un bombazo cuando se preparaba para despegar desde el Aeropuerto Teniente Benjamín Matienzo en la Operación Gardel.

### Guerra de las Malvinas
El Escuadrón I participó de la Operación Rosario que marcó el inicio de la guerra de las Malvinas. El C-130H TC-68 «Litro 1» conducido por el comodoro Carlos Beltramone desembarcó en el Aeropuerto de Puerto Stanley al Grupo de Operaciones Especiales y el Estado Mayor de la Agrupación Fuerza Aérea Malvinas. Después, los Hercules continuaron cumpliendo los requerimientos de transporte hasta la finalización del operativo. Los aviones cumplimentaban lo ordenado por el Plan Aries 82 de la FAA.
El 1 de junio de 1982 el C-130H TC-63 «Tiza» que realizaba una misión de exploración fue derribado por el Sea Harrier FRS.1 del teniente comandante Nigel Ward —comandante del Escuadrón Aéreo Naval 801—. La tripulación completa —siete— murió. El derribo del C-130 TC-63 fue objeto de críticas por parte de los militares argentinos por tratarse el Hercules de un avión indefenso.